# Nya lantmannapartiet
Nya lantmannapartiet var ett politiskt parti i Sverige som bildades i januari 1888, som en utbrytning ur Lantmannapartiet. Det var konservativt, nationellt inriktat och tullskyddsvänligt. Grundarna av partiet var lantmännen Anders Peter Danielsson, Liss Olof Larsson, Nils Petersson i Runtorp samt herremännen
Erik Gustaf Boström och Gustaf Fredrik Östberg. Partiet återförenades med Gamla lantmannapartiet under början av 1895 års riksdag.